# Референдум о независимости Квебека (1980)
Первый референдум о независимости Квебека (фр. Référendum de 1980 au Québec) — один из двух референдумов по вопросу независимости канадской провинции Квебек. Проведён 20 мая 1980 года. Результаты: 59,56 % (2 187 991 чел.) проголосовавших высказалось против отделения Квебека от Канадской Федерации и 40,44 % (1 485 851 чел.) высказалось за отделение и создание суверенного государства. Для сравнения, второй референдум о независимости Квебека имел следующие результаты: 50,58 % против и 49,42 % за. Решение о референдуме было принято правительством Квебека в 1979 году под названием «La nouvelle entente Québec-Canada. Proposition du gouvernement du Québec pour une entente d'égal à égal: la souveraineté-association».

## Вопрос
Перевод:

Правительство Квебека сделало публичное предложение о новом сотрудничестве с остальной Канадой, основанное на равенстве наций; это соглашение позволит Квебеку получить эксклюзивную власть на создание законов, введение налоговых ставок и установление международных отношений, другими словами суверенитет, и в то же время сохранить с Канадой экономическую ассоциацию, включая единую валюту; любые изменения в политическом статусе в результате этих переговоров будут осуществлены только путём народного одобрения другого референдума; по этим условиям, предоставляете ли вы правительству Квебека мандат вести переговоры о предложенном соглашении между Квебеком и Канадой?

Оригинальный французский текст:

Le Gouvernement du Québec a fait connaître sa proposition d’en arriver, avec le reste du Canada, à une nouvelle entente fondée sur le principe de l’égalité des peuples; cette entente permettrait au Québec d’acquérir le pouvoir exclusif de faire ses lois, de percevoir ses impôts et d’établir ses relations extérieures, ce qui est la souveraineté, et, en même temps, de maintenir avec le Canada une association économique comportant l’utilisation de la même monnaie; aucun changement de statut politique résultant de ces négociations ne sera réalisé sans l’accord de la population lors d’un autre référendum; en conséquence, accordez-vous au Gouvernement du Québec le mandat de négocier l’entente proposée entre le Québec et le Canada?

Оригинальный английский текст:

The Government of Quebec has made public its proposal to negotiate a new agreement with the rest of Canada, based on the equality of nations; this agreement would enable Quebec to acquire the exclusive power to make its laws, levy its taxes and establish relations abroad — in other words, sovereignty — and at the same time to maintain with Canada an economic association including a common currency; any change in political status resulting from these negotiations will only be implemented with popular approval through another referendum; on these terms, do you give the Government of Quebec the mandate to negotiate the proposed agreement between Quebec and Canada?

## Участники

### Федералисты
Призывали ответить «Нет», противостояли сепаратистским стремлениям Квебека.
Ключевые персоны:
- Премьер-министр Пьер Эллиот Трюдо (Либеральная партия Канады)
- Федеральный министр юстиции Канады Жан Кретьен
- Спикер Палаты общин Канады Жанна Сове

### Суверенисты
Призывали ответить «Да», были на стороне правительства Квебека и поддерживали предложение правительства. Президент комитета «Да» Рене Левек.
Ключевые персоны:
- Министр финансов Жак Паризо
- Министр культурного развития Камиль Лоран
- Министр статуса женщин Лизе Пайотт

## Результаты
| Нет: 2 187 991 (59,56 %) |  |  | Да: 1 485 851 (40,44 %) |
| ▲                        |  |  |                         |

|                      | Всего голосов | % голосов |
| Верные бюллетени     | 3 673 842     | 98,26 %   |
| Непринятые бюллетени | 65 012        | 1,74 %    |
| Всего участников     | 3 738 854     | 85,61 %   |
| Могли голосовать     | 4 367 584     |           |

## Затраты[2]
Максимум разрешённый законом о референдуме: $2 122 257 ($0,50/голос x 4 244 514 голосов)
Комитет «Нет»:
- Госсубсидии ($0,25/голос): $1 061 128,50
- Получено от политических партий: $987 754,04
- Вклад граждан: $11 572,60
- Итого: $2 060 455,11
- Пересчитанные затраты: $2 060 455,00

Комитет «Да»:
- Госсубсидии ($0,25/голос) : $1 061 128,50
- Получено от политических партий: $683 000,00
- Вклад граждан: $305 118,05
- Итого: $2 049 246,55
- Пересчитанные затраты: $2 047 834,00

## Последствия
После проведения референдума Рене Левек сказал: «Если я правильно вас понял, вы говорите мне „до следующего раза“». Несмотря на поражение в референдуме Движение за суверенитет Квебека продолжало набирать силу, в том числе на региональных выборах 1981 года правительство Квебека было переизбрано, а спустя 15 лет новый референдум показал прогрессивное движение Квебека в сторону суверенитета.